# エミリアーノ・リゴーニ
エミリアーノ・リゴーニ（Emiliano Rigoni，1993年2月4日 - ）は、アルゼンチン・コルドバ州コロニア・カロヤ出身のサッカー選手。オースティンFC所属。ポジションは、ミッドフィールダー。

## 経歴
2016年1月、CAインデペンディエンテに移籍。
2017年8月23日、FCゼニト・サンクトペテルブルクに4年契約で移籍した。2017-18シーズンのヨーロッパリーグではチーム最多の6得点を挙げた。
2018年8月17日、アタランタBCにレンタル移籍した。
2019年9月2日、UCサンプドリアにレンタル移籍した。サンプドリア加入直後は出番があったものの、クラウディオ・ラニエリが監督に就任して以降は出場機会を失い、2020年2月1日にサンプドリアとのレンタル契約を解消した。
2021年5月21日、サンパウロFCと3年契約を結んだ。
2022年7月29日、オースティンFCに移籍した。

## 代表歴
2016年の2016年リオデジャネイロオリンピックの候補にも選ばれたが、最終的には落選した。
2017年10月5日のペルー代表戦でアルゼンチン代表デビュー。

## タイトル
FCゼニト・サンクトペテルブルク
- ロシア・プレミアリーグ : 2018-19, 2019-20, 2020-21
- ロシア・カップ : 2019-20
- ロシア・スーパーカップ : 2020